# Claude Hardy
Claude Hardy (*Le Mans, 1604 - París, † 5 de abril de 1678) fue un polímata, erudito, matemático, lingüista y abogado francés conocido por traducir las obras de Erasmo y Euclides a 36 idiomas diferentes. Fue considerado uno de los matemáticos más importantes de su tiempo.

## Biografía
De antiguo y noble origen, fue uno de los siete hijos del recaudador de impuestos Sébastien Hardy, señor de Estour y Tabaize, traductor él mismo del latín, el español y el italiano y autor de un reputado tratado de contabilidad, nombrado consejero real. Su madre era Marie Belot-Despontis. Poco después del nacimiento de Hardy, la familia se mudó a París, de donde eran originarios sus padres. Apenas se sabe nada sobre su juventud. En 1613 publicó una traducción de Erasmo de Róterdam al francés (De la civilité morale des enfants) que hizo con solo nueve años. Poseía una notable habilidad para aprender idiomas y se decía que dominaba 36, en especial lenguas orientales. En 1614, ya con once años, publicó una traducción de la poesía latina de Michel Verin. En 1622 se casó con Perette Presche y desde 1625 trabajó como abogado en el Parlamento de París.
Frecuentó la academia científica de Marin Mersenne en París, donde hizo amistad sobre todo con matemáticos. Entre ellos, Claude Mydorge, tesorero general de Amiens y amigo de su padre, a través del cual conoció a René Descartes, con quien también entabló una sólida amistad; también conoció a Pierre Gassendi. Por su talento para los idiomas los científicos lo requerían a menudo para traducir obras técnicas, en especial del árabe. En 1625 publicó el texto griego de los Elementos de Euclides con una traducción latina y las anotaciones de Marin Mersenne. También refutó la cuadratura del círculo de Longomontanus.
En 1630 se publicó una traducción del Álgebra de François Viète desde el latín al francés obra de un tal Antoine Vasset, que se cree es en realidad un pseudónimo de Hardy. En ese mismo año Hardy publicó artículos con su propio nombre en los que presentaba y criticaba diversos intentos de resolver el clásico problema de la duplicación del cubo, rechazando en particular el método de Yvon.
En una de las tertulias científicas parisinas de Marin Mersenne conoció también a Blaise Pascal. En 1637 estuvo involucrado en una disputa entre Descartes y otros matemáticos en la que Descartes criticaba el trabajo de Pierre de Fermat sobre cálculo de variaciones (De maximis et minimis). Hardy se posicionó al lado de Descartes. Fermat tenía de su parte, entre otros, a Gilles Personne de Roberval y Étienne Pascal (1588-1651).
Hardy también se interesó en óptica y realizó experimentos químicos / alquímicos con los médicos parisinos Annibal Barlet y Pierre Borel. Poco se sabe sobre sus últimos veinticinco años. Murió siendo consejero de París, en abril de 1678. Tras su fallecimiento, Colbert consiguió hacerse con sus libros y manuscritos a cambio de una suma. Al parecer, Hardy había escrito también una biografía del obispo Adalberón II de Metz que dejó inédita y el erudito jesuita Labbe imprimió.